# Георги Кехайов (цирков артист)
Вижте пояснителната страница за други личности с името Георги Кехайов .
Георги Кехайов е български цирков артист, акробат.
Роден е в Горни Воден (днес квартал на Асеновград) на 27 април 1938 година. Започва кариерата на цирков артист като акробат и фенгер на лостове в трупа „Силаги“. Впоследствие работи като акробат в Софийския цирк. Основател е на трупа „Кехайови“, с която влиза в „Книгата за рекорди на Гинес“ с акробатичен номер с колона от седем човешки ръста.
Обикаля по турнета из страна и чужбина, като гастролира на сцените на най-известните циркове в света – „Буш“, „Ринглинг“ и др. С трупа „Кехайови“ е носител на наградата „Сребърен клоун“ от фестивала в Монте Карло през 1987 г.
През 1967 г. се жени за гимнастичката Ана Кехайова под купола на Софийския цирк. Съпругата му и дъщерите му Деспина и Гергана също са циркови артисти.